# Первая Македонская война
Первая Македонская война (214—205 до н. э.) — война между Римом и Македонией. Велась одновременно со Второй Пунической войной против Карфагена.
Во время войны Македония безуспешно попыталась взять под контроль части Иллирии и Греции. Обычно считается, что эти столкновения препятствовали соединению войск Филиппа V Македонского и Ганнибала в войне с Римом. Закончилась война в 205 году до н. э. подписанием Феникова мира.

## Роль Деметрия из Фароса в развязывании войны
Пока Рим был связан очередной войной с Карфагеном, этим решил воспользоваться Филипп V Македонский и расширить свои владения на западе. По словам древнегреческого историка Полибия, важнейшим фактором, заставившим Филиппа V принять такое решение, было влияние, которым на него пользовался Деметрий Фаросский.
Деметрий после Первой Иллирийской войны с 229 года до н. э. правил большей частью побережья Иллирии, той её частью, что находилась под протекторатом Рима. Однако в 219 году до н. э. во время Второй Иллирийской войны он был побеждён римлянами и бежал к македонскому царю Филиппу V.
Участвуя в войне против Этолийского союза, Филипп V получил известие о сокрушительной победе Ганнибала над римлянами при Тразименском озере. Поначалу Филипп V показал сообщение об этой победе только Деметрию. Возможно увидев в этом событии удобный случай, чтобы восстановить свою власть над утраченными землями, Деметрий посоветовал молодому царю заключить мир с этолийцами и обратить особое внимание на Иллирию и Италию. Полибий, цитируя Деметрия, говорит:

И теперь уже вся Эллада покорна ему, уверял Деметрий, будет покорна и впредь: ахеяне по доброй воле, из расположения к нему, а этоляне из страха, вследствие неудач, какие претерпели в настоящей войне. Между тем Италия, продолжал он, и переправа к ней будут первым шагом к завоеванию всего мира, каковое приличествует ему больше, чем кому бы то ни было иному. Теперь, когда римляне сокрушены, настал для этого благоприятный момент.— Полибий 
В итоге Филипп V решил начать войну. Однако сначала ему было необходимо закончить Союзническую войну, которую он вместе с Ахейским союзом вёл против Этолийского союза.

## Заключения мира с этолийцами
Филипп V сразу начал мирные переговоры с Этолийским союзом. На переговорах, прошедших на побережье недалеко от Навпакта, Филипп V встретился с лидерами этолийцев, и мирный договор был заключён.
Полибий цитирует воззвание этолийца Агелая в пользу заключения мира:

…для эллинов должно быть всего желаннее никогда не воевать друг с другом, что они должны вознести богам великую благодарность, если, пребывая в полном согласии, крепко взявшись за руки, как бывает при переправе через реку, они в состоянии будут отражать общими силами нашествие варваров и спасать свою жизнь и свои города. Если же вообще это невозможно, то он желал бы, чтобы, по крайней мере, на сей раз они соединились между собою и оберегали друг друга в такое время, когда на западе встали сильные полчища и возгорелась великая война. И теперь уже для всякого ясно, кто хоть немного разумеет в государственных делах, что, восторжествуют ли карфагеняне над римлянами, или римляне над карфагенянами, победитель ни в каком случае не удовольствуется властью над италийцами и сицилийцами, что он будет простирать свои замыслы и поведёт свои войска далеко за пределы, в каких подобало бы ему держаться. Поэтому навпактиец Агелай убеждал всех, наипаче Филиппа V, принять меры против грозящей опасности. Благоразумие внушает, чтобы он перестал обессиливать эллинов и тем готовить в них лёгкую добычу для злоумышляющего врага, чтобы он, напротив, берёг их как самого себя и вообще заботился о них, как о своём собственном достоянии. Таким способом действий, говорил он, Филипп V стяжает себе благоволение эллинов и найдёт в них преданных пособников в своих предприятиях; тогда и иноземцы будут меньше посягать на его владычество, устрашаемые верным союзом с ним эллинов. Если царь стремится к приумножению своих владений, то он советует ему обращать взоры на запад и зорко следить за нынешними войнами в Италии, дабы в положении мудрого наблюдателя выждать удобный момент и попытаться добыть себе всемирное владычество. Настоящий момент благоприятствует таким стремлениям. Распри и войны с эллинами он убеждал царя отложить до времён более спокойных и позаботиться больше всего о том, чтобы сохранить за собою возможность заключать с ними мир или воевать по своему желанию. "Если царь допустит только, чтобы поднимающиеся теперь с запада тучи надвинулись на Элладу, то следует сильно опасаться, как бы у всех нас не была отнята свобода мириться и воевать и вообще устраивать для себя взаимные развлечения, — отнята до такой степени, что мы будем вымаливать у богов как милости, чтобы нам вольно было воевать и мириться друг с другом, когда хотим, и вообще решать по-своему наши домашние распри.— Полибий 

## Строительство флота
Зиму 217—216 годов до н. э. Филипп V провёл, занимаясь строительством флота, состоявшего из 100 боевых кораблей, а также подготовкой гребцов. Однако у Филиппа V не хватало ресурсов для создания и содержания флота, который мог бы на равных бороться с римским. А потому Филипп V собирался использовать его не для сражения, а для переправы войск и скорейшего размещения в выбранных местах. Впрочем, возможно, желание избежать морского сражения было связано с недостатком опыта и подготовки экипажей кораблей.
В любом случае Филипп V принял решения строить лембы. Это были небольшие быстроходные галеры, используемые иллирийцами. Они имели 1 ярус вёсел и помимо гребцов были способны принять на борт до 50 воинов. С такими кораблями Филипп V мог надеяться избежать или уклониться от сражения с римским флотом, который, как он надеялся, будет больше озабочен борьбой с Ганнибалом, и с учётом этого размещённый в Лилибее, в западной части Сицилии.
Филипп V тем временем расширил свои владения на западе вдоль долин рек Апс и Генус, вплоть до границ Иллирии. Вероятно, план Филиппа V заключался в следующем: во-первых, установить контроль над побережьем Иллирии, во-вторых, завоевать земли, лежащие между побережьем и Македонией, в третьих, использовать захваченные земли для создания более быстрого пути снабжения и переброски войск через узкие проливы, в Италию.
В начале лета Филипп V во главе своего флота покинул Македонию, пройдя проливом Эврип между островами Эвбея и областью Беотия, обогнул мыс Малея и бросил якорь в водах островов Кефалления и Левкады, в ожидании новостей о местонахождении римского флота. Получив известия о том, что он всё ещё находится в Лилибее, Филипп V отплыл на север и отправился к Аполлонию в Иллирии.
Однако когда македонский флот находился вблизи острова Сазани, Филипп V получил донесение, что некоторые римские квинквиремы были замечены направляющимися к Аполлонии. Убеждённый в том, что чуть ли не весь римский флот идёт на него, Филипп V приказал немедленно сниматься с якоря и возвращаться в Кефаллению.
Полибий, описывая поспешное отступление флота, говорит о «панике» и «беспорядке», а также говорит, что на самом деле римляне направили эскадру лишь из десяти кораблей, и что из-за «напрасной тревоги» Филипп V упустил лучший шанс на достижение своих целей в Иллирии, и хоть и вернулся в Македонию «без потерь, но не без посрамления».

## Заключение союза с Карфагеном
Узнав о поражении римлян в битве при Каннах в 216 году до н. э., Филипп V направил своих послов в лагерь Ганнибала в Италии, с целью заключить союз. Летом 215 года до н. э. союз, текст которого приведён у Полибия, был заключён. В нём в общем и целом говорится о взаимной поддержке, стороны обещают быть врагами врагов друг друга (за исключением тех, с кем имели договоры о дружбе). В договоре говорится о поддержке друг друга в борьбе против Рима, также в договоре говорится о том, что в том случае, если Рим пожелает заключить мирный договор с Ганнибалом, то в нём он должен отказаться от своей власти над Керкирой, Аполлонией, Эпидамном, Фаросом, Дималой, Парфипами и Атинтанией, а также передать «Деметрию Фаросскому всех его подданных, какие только находятся в пределах римского государства».
В договоре, изложенном Полибием, уже ничего не говорится о вторжении войск Филиппа V в Италию, это могло быть вызвано как нежеланием Филиппа V после фиаско у острова Сазани вновь рисковать, так и тем, что этого мог не хотеть Ганнибал.
Однако на обратном пути в Македонию послы Филиппа V и сопровождавшие их послы Ганнибала были захвачены римлянами. Их захватил Публий Валерий Флакк, командовавший римским флотом, патрулирующим южное побережье Апулии. В письме Ганнибала Филиппу V договор и был обнаружен.
Союз Филиппа V и Ганнибала вызвал страшную тревогу в Риме, и так находившегося в тяжелейшем положении. Было принято решение к флоту в двадцать пять кораблей, которым командовал префект Публий Валерий Флакк, снарядить и отправить в Тарент ещё двадцать пять. Причём Публию Валерию было велено не только охранять берег Италии, но и выяснить намерения Филиппа V, если же будет установлено, что Филипп V действительно стремится к войне, то в этом случае следовало постараться удержать Филиппа V в границах его царства.

## Начало войны в Иллирии
В конце лета 214 года до н. э. Филипп V во главе флота из 120 лемб вновь попытался вторгнуться в Иллирию с моря. Ему удалось захватить город Орик, который был слабо защищён, после чего, оставив в нём малый гарнизон, он отплыл по реке Аоос осаждать Аполлонию.
Тем временем римский флот перешёл из Тарента в Брундизий и продолжал внимательно следить за действиями Филиппа V, командование флотом и переброшенным к нему на усиление легионом было возложено на пропретора Марка Валерия Левина. Получив известия из Орика о событиях в Иллирии, Левин во главе своего флота и армии перешёл границу. Высадившись у Орика, Левин в ходе лёгкой схватки овладел городом.
По версии, изложенной Титом Ливием, Левин узнав, что Аполлония осаждена, отправил на помощь городу 2 000 солдат под командованием Квинта Невия Кристы. Высадившись в устье реки, Кристе удалось обойти войско Филиппа V и ночью незамеченным войти в город. Следующей ночью, внезапно атаковав лагерь македонян, ему удалось застать силы Филиппа врасплох и вынудить их покинуть свой лагерь. Узнав о поражении македонян, римляне ввели свой флот в устье реки Аоос и перекрыли Филиппу V возможный путь отступления морем. Спасаясь, Филипп V решил возвращаться в Македонию через горы, оставив позади флот, который он велел сжечь перед отступлением, тысячи убитых или взятых в плен, вместе со всем имуществом армии, солдат. Левин же и возглавляемый им флот остались зимовать в Орике.
Дважды потерпев поражение в попытках вторгнуться в Иллирию с моря, а также сдерживаемый находящимся в Адриатическом море римским флотом Левина, Филипп V посвятил ближайшие два года (213—212 годы до н. э.) подготовке вторжения в Иллирию по суше.